# Корпус на мира
Корпусът на мира e независима правителствена агенция на САЩ. Създадена е през 1961 г. от президента Джон Кенеди. От 1960 г. повече от 187 000 души са служили в 139 държави. Корпусът на мира има за цел: да подпомага мира и разбирателството между народите, да изпраща доброволци, които да живеят и работят сред хора в страните домакини.

Настоящият директор е Рон Четър, който е служил в Корпуса на мира като доброволец в Индия през 60-те години на миналия век.

## Цел и функции
Корпусът на мира работи със 70 държави от целия свят. Доброволците работят с правителства, училища, неправителствени организации, в средите на образованието и здравеопазването, бизнеса, информационните технологии, земеделието и с околната среда.
Корпусът на мира работи с чужди правителства. Правителствата определят зоните, в които организацията да се включи. Организацията разглежда искането и изпраща тези доброволци, които имат нужните умения.

## История
След Втората световна война няколко членове на Конгреса на САЩ предлагат създаването на доброволчески организации в третия свят. Някои частници от неправителствени организации започват да пращат доброволци отвъд океана през 50-те години. През 1959 – 1960 г. няколко конгресмени и сенатори обръщат по-сериозно внимание на програми, свързани с доброволци.
Организацията е създадена през 1961 г. от президента Джон Кенеди. Той споделя идеята си за създаването на Корпус на мира за пръв път в Мичиганския университет през 1960 г. Отначало ефектът от организацията е незначителен. През 1966 г. в програмата се включват повече от 15 000 доброволци. През юли 1971 г. президентът Ричард Никсън, опонент на програмата, поставя Корпуса на мира под опеката на организация „Действие“. Президентът Джими Картър възвръща автономността на организацията, след като неговата майка е работила като медицинска сестра. През 1981 г. Конгресът на САЩ прави Корпуса на мира независима федерална агенция. През 2007 г. целта на организацията е да удвои броя на доброволците.

## Директори на Корпуса на мира
|    | Директор         | Мандат         | Назначен от       | Забележки |
| -- | ---------------- | -------------- | ----------------- | --- |
| 1  | Р. Шривер        | 1961 – 1966    | Джон Кенеди       | Три дни след като президентът Кенеди се подписва за създаването на Корпуса на мира, Шривер става първият му директор. Следва бърза развръзка: през 1961 г. идват доброволци от пет държави. Само за шест години Шривер развива програми в 55 страни с повече от 14 500 доброволци.                                               |
| 2  | Джак Ваугн       | 1966 – 1969    | Линдън Б. Джонсън | Ваугн подпомога подобряването на маркетинга на организацията и подкрепата на доброволците. Също помога за общественото развитие и грижата за природните ресурси. |
| 3  | Джоузеф Блечфорд | 1969 – 1971    | Ричард Никсън     | Блечфорд служи като ръководител на новата агенция „Действие“. |
| 4  | Кевин O'Донийл   | 1971 – 1972    | Ричард Никсън     | O'Донийл работи упорито за запазването на Корпуса на мира от бюджетни промени. |
| 5  | Доналд Хес       | 1972 – 1973    | Ричард Никсън     | Хес обръща голямо внимание на подготовката на доброволците. |
| 6  | Николас Крол     | 1973 – 1974    | Ричард Никсън     | Крол помага за увеличаването на броя на доброволците и стабилизирането на агенцията. |
| 7  | Джон Деленбак    | 1975 – 1977    | Джералд Форд      | Деленбак работи за постигането на по-добро здравеопазване. |
| 8  | Каролин Пейтън   | 1977 – 1978    | Джими Картър      | Пейтън е първият директор от афроамерикански произход. Тя работи усърдно, за да убеди младите хора, че службата в Корпуса на мира може само да обогати техния живот. |
| 9  | Ричард Селесте   | 1979 – 1981    | Джими Картър      | Селесте се фокусира върху ролята на жените в организацията и успешното включване на жени от малцинствен произход. |
| 10 | Лоре Милър Руп   | 1981 – 1989    | Роналд Рейгън     | Руп е най-дълго служилият директор. Тя създава много инициативи в Африка, Централна Америка и Карибите. Руп е наградена от доброволците за усилния си труд и ентусиазъм. |
| 11 | Пол Ковърдейл    | 1989 – 1991    | Джордж Х. У. Буш  | Ковърдейл създава програма, даваща възможност на американски ученици да си кореспондират с доброволци, служещи в други държави, за по-лесно адаптация в чуждата културна среда. |
| 12 | Елейн Чао        | 1991 – 1992    | Джордж Х. У. Буш  | Елейн е първата американка от азиатски произход на чело на Корпуса. Тя увеличава присъствието му в Източна Европа и Централна Азия, като създава първите програми в Латвия, Литва, Естония и други от скоро независими държави.                                                                                                  |
| 13 | Карол Белами     | 1993 – 1995    | Бил Клинтън       | Белами е първата завърнала се от мисия доброволка (Гватемала 1963 – 1965 г.) на чело на Корпуса на мира. Тя дава нов живот на отношенията с доброволците, завърнали се от мисии, и създаде първият уебсайт на Корпуса на мира.                                                                                                   |
| 14 | Марк Гиъран      | 1995 – 1999    | Бил Клинтън       | Гиъран установява Кризисен корпус – програма, позволяваща на завърналите се доброволци да помогнат на отвъдокеанските общества във възстановяването им от природните бедствия и хуманитарните кризи. Той подкрепя разширяването на корпуса и създава нови доброволчески програми в Южна Африка, Йордания, Бангладеш и Мозамбик.  |
| 15 | Марк Шнайдер     | 1999 – 2001    | Бил Клинтън       | Шнайдер е вторият завърнал се от мисия доброволец (Ел Салвадор 1966 – 1968 г.), който става директор на Корпуса. Той подема инициатива за увеличаване на доброволческото участие в предпазването от СПИН в Африка и търси доброволци за проекти по информационни технологии, за да повиши развитието на обществата отвъд океана. |
| 16 | Гади Васкес      | 2002 – 2006    | Джордж Уокър Буш  | Гади Васкес е първият испанец директор на Корпуса. Той се стреми да подбира всякакви групи от доброволци и програми. |
| 17 | Рон Четър        | септември 2006 | Джордж Уокър Буш  | Той е третият доброволец, завърнал се от мисия на Корпуса на мира и след това станал негов директор. Четър служи в Индия в средата на 60-те години. |